# Убийство Марши Кинг
Марша Ленор Соссоман Кинг (англ. Marcia Lenore Sossoman King, 9 июня 1959 — 22 апреля 1981), ранее известная как Бакскин-Гёрл или девушка в оленьей коже (англ. Buckskin girl) — 21-летняя американская девушка, ставшая жертвой убийства. Её тело было обнаружено в 1981 году в округе Майами, штат Огайо, недалеко от города Трой. Её тело было одето в замшевую куртку с кисточками, отсюда и появилось её прозвище. Предполагается, что девушка стала жертвой серийного убийцы, убившего нескольких проституток и танцовщиц в том же районе, хотя в её случае не было обнаружено признаков сексуального насилия. Почти через 37 лет после обнаружения тела, департамент полиции Майами официально идентифицировал жертву как Маршу Кинг, пропавшую в штате Арканзас примерно в 1980 году.

## Обнаружение
Тело Кинг было найдено 24 апреля 1981 года тремя молодыми людьми в канаве вдоль Гринли-роуд в тауншипе Ньютон к западу от Троя, штат Огайо. Один из них, Грег Брайденбо, заметил пончо жертвы, после чего попросил своего товарища Нила Хофмана вблизи посмотреть на найденную вещь. Подойдя ближе, Хофман развернулся к Брайденбо, сказав: «О Боже, здесь девушка в пончо!». Девушка лежала в позе эмбриона на правом боку, без носков и обуви. После случившегося молодые люди сообщили в полицию о найденном теле.

## Описание
Рыжевато-каштановые волосы девушки были заплетены в косички по обе стороны головы и завязаны синими резинками для волос. Её глаза были «светло-карими»,  на лице было много веснушек. Нос был описан как «очень заостренный». Личная гигиена была на высоком уровне. Все её зубы, в том числе зубы мудрости, были в хорошем состоянии и не имели признаков пломбирования или других стоматологических работ, за исключением фарфоровой коронки на верхнем правом резце. На лице у Марши Кинг был румянец, указывавший на то, что она провела много времени на свежем воздухе. Её рост был между 163—168 см (5 футов 4 дюйма—5 футов 6 дюймов), масса тела составляла 57-59 кг (125–130 фунтов). На теле также было обнаружено несколько шрамов, включая вертикальный шрам под подбородком, на запястье, руках и лодыжке. Размер её бюстгальтера был 32(70)D.
Погибшая была одета в джинсы Wrangler, коричневый узорчатый пуловер с высоким воротом, белый бюстгальтер, а также пончо из оленьей кожи ручной работы с фиолетовой подкладкой. На ней не было ни обуви, ни носков.

## Расследование
Тело было вскрыто в день обнаружения. Судебный следователь официально констатировал смерть в результате удушения. Ранее для установления личности Марши Кинг был создан фоторобот, опубликованный в местных газетах и на телеканалах 28 апреля 1981 года. В результате привлечения средств массовой информации было выдвинуто около двухсот версий, однако ни одна из них не привела к идентификации тела. В конце концов девушку похоронили, но её одежда осталась на хранении в местном отделении полиции.
Поскольку жертва была найдена вскоре после смерти, удалось получить отпечатки её пальцев. Также были взяты слепки её зубов и ДНК, но установить личность жертвы всё же не удалось. Примерно 165 пропавших без вести женщин и девочек были исключены как возможные личности жертвы, в том числе Тина Кемп, Памела Харви Руссо и Карен Зендроски. Существовали версии, что девушка сбежала из дома или же была бездомной, но её чистоплотность противоречила версии о долгом бродяжничестве. Поскольку её тело находилось вблизи городской дороги, а не шоссе, вероятность того, что она бродяжничала в течение продолжительного времени, первоначально считалась незначительной. Власти считали, что Кинг была убита в другом месте и оставлена на дороге уже после смерти.
В 2016 году Национальный центр пропавших без вести и эксплуатируемых детей выпустил судебно-медицинскую реконструкцию лица жертвы и добавил её дело на свой веб-сайт, изображая её с плетёными косичками и без них. Позже в том же году Департамент полиции округа Майами одобрил проведение судебно-медицинской экспертизы одежды Кинг, которая показала, что она какое-то время пребывала в северо-восточной части Соединённых Штатов, а также в западной части страны, или Северной Мексике. На её одежде также были найдены частицы сажи, что говорит о том, что какое-то время она находилась в густонаселённом районе, скорее всего, вблизи транспортных средств. Изотопное тестирование показало, что она провела в общей сложности около четырёх месяцев в таких районах, как Форт-Уэрт, Техас и Южная Оклахома.

## Теории

### Образ жизни
Некоторые считали, что возможно она являлась беглым подростком или жертвой серийного убийцы, убившего нескольких проституток в регионе. Однако на месте не было обнаружено признаков изнасилования или другой сексуальной активности, что указывает на то, что девушка не являлась проституткой. Из-за отсутствия обуви некоторые считают, что, возможно, она являлась орудием убийства или причинения вреда. Вышедший в отставку следователь заявил, что жертва, вероятно, не была из того района, где была найдена.

### Связь с другими убийствами
Предполагалось, что её смерть связана с убийством 27-летней женщины в феврале 1981 года, однако полиция официально не подтвердила связь между этими двумя убийствами. 
В 1985 убийство Марши Кинг было связано с серией убийств, известных как убийства рыжеволосых, однако данная теория была исключена. 
Некоторые следователи предполагают, что Кинг была первой из многих жертв, убитых неизвестным серийным убийцей, совершавшим убийства в Огайо с 1985 вплоть до 2004 года. Предполагалось, что этот серийный убийца лишил жизни от семи до десяти других женщин в Огайо, предположительно проституток и экзотических танцовщиц. В 1991 году на пресс-конференции было объявлено о создании целевой группы, которая пыталась связать различные убийства в Огайо, Нью-Йорке, Пенсильвании и Иллинойсе. Эти случаи первоначально попытался связать репортер, который обнаружил сходство между нераскрытыми убийствами в этом районе.
В одном из эпизодов телешоу Unsolved Mysteries дело было кратко описано вместе с несколькими другими делами, связанными с неустановленным серийным убийцей. В программе дело Марши Кинг связали с убийствами Ширли Ди Тейлор, Анны Мари Паттерсон, Патрис Корли и другими подобными делами. Все жертвы были избиты или задушены, одежда или драгоценности отсутствовали. На Кинг не было украшений, её обувь была снята, и умерла она так же, как и другие жертвы.
Однако есть несколько особенностей, опровергающих данную теорию. На жертве не было обуви, но не было и никаких признаков половой активности до смерти. Кроме того, в отличие от многих других жертв она была довольно ухоженной. У некоторых жертв, таких как Патрис Корли, имелись признаки половой активности перед смертью, что указывало на то, что они являлись проститутками. Ещё один факт, не вписывающийся в данную теорию: тело Паттерсон было обернуто в спальный мешок и, вероятно, хранилось в холодильнике «около месяца», прежде чем было выброшено на обочину шоссе.
Считается, что женщины, которые могли стать жертвами, могли встретить мужчину на стоянке грузовиков в поисках клиентов для секс-услуг. В случае с Анной Мари Паттерсон имелся подозреваемый, опознанный по Си-би радиосвязи как «Доктор Ноу», предположительно, в возрасте от 25 до 40 лет. Муж Паттерсон, который являлся по сути её сутенёром, заявил, что ей было неудобно принимать от него заказы, поскольку другие местные проститутки заявили, что они с подозрением относятся к этому человеку и не хотят с ним встречаться. Полиция подозревала, что этот человек возможно и был ее убийцей, и что он также мог быть причастен к смерти Марши Кинг.

## Идентификация
Личность девушки была установлена 9 апреля 2018 года с помощью анализа ДНК, выполненного проектом DNA Doe и Full Genomes Corporation. Ею оказалась Марша Ленор Кинг родом из Литл-Рока, штат Арканзас. Столь долгая идентификация личности девушки, вероятно, связана с отсутствием официального заявления о её пропаже. Несмотря на это, семья Марши искала её всё это время. Мать Марши Кинг проживала в том же месте и пользовалась тем же телефонным номером на случай, если дочь когда-нибудь свяжется с ней.

## Комментарии
1. ↑  Эти представители общественности сначала заметили пончо из оленьей шкуры покойной, лежащее рядом с Гринли-роуд, прежде чем обнаружить ее тело.